# Терджольський муніципалітет
Терджольський муніципалітет (груз. თერჯოლის მუნიციპალიტეტი terjolis municipaliteti) — муніципалітет у Грузії, що входить до складу краю Імеретія. Центр — Терджола.

## Населення
Станом на 1 січня 2014 чисельність населення муніципалітету склала 35 563 мешканців.
Більшість населення складають Імеретини, одна з етнографічних груп грузин.
| Грузини | Росіяни | Українці | Вірмени |
| 99,7 %  | 0,2 %   | 0,05%    | 0,04%   |